# Tonye Jekiri
Tonye Frank Jekiri (Lagos, 23 luglio 1994) è un cestista nigeriano.

## Statistiche

### College
| Anno      | Squadra          | PG  | PT | MP   | TC%  | 3P%  | TL%  | RP  | AP  | PRP | SP  | PP  |
| --------- | ---------------- | --- | -- | ---- | ---- | ---- | ---- | --- | --- | --- | --- | --- |
| 2012-2013 | Miami Hurricanes | 34  | 0  | 6,9  | 51,4 | -    | 55,0 | 1,6 | 0,1 | 0,2 | 0,3 | 1,4 |
| 2013-2014 | Miami Hurricanes | 33  | 16 | 21,4 | 45,6 | -    | 58,1 | 5,5 | 0,7 | 0,6 | 0,9 | 4,2 |
| 2014-2015 | Miami Hurricanes | 37  | 37 | 30,3 | 50,0 | 100  | 72,9 | 9,9 | 1,1 | 0,6 | 1,4 | 8,6 |
| 2015-2016 | Miami Hurricanes | 35  | 35 | 28,4 | 52,5 | 0,0  | 57,6 | 8,6 | 0,8 | 0,4 | 1,0 | 7,6 |
| Carriera  | Carriera         | 139 | 88 | 22,0 | 50,1 | 20,0 | 64,0 | 6,5 | 0,7 | 0,5 | 0,9 | 5,5 |

### Eurolega
| Anno      | Squadra        | PG  | PT | MP   | TC%  | 3P% | TL%  | RP  | AP  | PRP | SP  | PP  |
| --------- | -------------- | --- | -- | ---- | ---- | --- | ---- | --- | --- | --- | --- | --- |
| 2019-2020 | ASVEL          | 27  | 23 | 23,9 | 51,4 | 0,0 | 66,2 | 7,5 | 1,3 | 0,8 | 0,3 | 8,7 |
| 2020-2021 | Saski Baskonia | 30  | 14 | 18,8 | 51,0 | -   | 64,3 | 4,9 | 1,9 | 0,7 | 0,4 | 6,0 |
| 2021-2022 | UNICS Kazan'   | 24  | 6  | 24,5 | 63,1 | -   | 62,2 | 6,5 | 1,0 | 1,0 | 0,6 | 7,6 |
| 2022-2023 | Fenerbahçe     | 30  | 10 | 13,5 | 66,3 | 0,0 | 73,3 | 3,2 | 1,0 | 0,5 | 0,2 | 4,9 |
| Carriera  | Carriera       | 111 | 53 | 19,9 | 56,5 | 0,0 | 66,0 | 5,4 | 1,3 | 0,7 | 0,4 | 6,7 |

## Palmarès

### Competizioni nazionali
- Campionato belga: 1

Ostenda: 2017-2018

### Competizioni internazionali
- VTB United League: 2

CSKA Mosca: 2023-2024, 2024-2025
- Supercoppa VTB United League: 1

CSKA Mosca: 2024